# José Umitel Urrutia

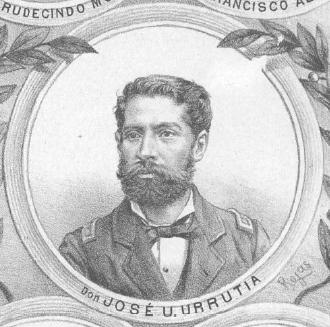
José Umitel Urrutia.

José Umitel Urrutia* (San Carlos; 1846-Lambayeque, 1882) fue un militar chileno, comandante del Regimiento Zapadores durante la Guerra del Pacífico.
Venía de una familia de aptitud militar, su padre, Venacio Urrutia, había combatido con Manuel Bulnes Prieto a los Pincheira y su hermano Gregorio Urrutia había entrado al ejército.
Escapó cuando tenía 14 años, de la escuela de Chillán, y su hermano, a la sazón teniente, lo tiró de la oreja y lo llevó a engancharse en 2.º de Línea, el día 1 de enero de 1860 por castigo a su acción.
Allí empezó a hacer su carrera militar, siendo el año 1879, capitán, cuando estalló la guerra del Pacífico.
Combatió desde el desembarco chileno en Pisagua hasta Miraflores sin descanso, y también ascendió rápidamente, debido a la muerte de sus superiores. Ocurrió que en cada batalla murió un comandante de los Zapadores. En Pisagua murió el mayor Villarroel. En la batalla del Alto de la Alianza sucumbía Santa Cruz. En Miraflores, le tocó el turno a Guillermo Zilleruelo.
A causa de tanta muerte y por méritos propios, accedió el capitán Urrutia a la comandancia de los Zapadores el 10 de junio de 1881.
Le cupo a él la difícil misión de dirigir a este cuerpo del ejército durante la Campaña de la Sierra. Falleció por la fiebre amarilla, mientras ocupaba el departamento de Lambayeque, a un año de estar en el cargo.